# Radar à synthèse d'ouverture
Pour les articles homonymes, voir radar (homonymie).

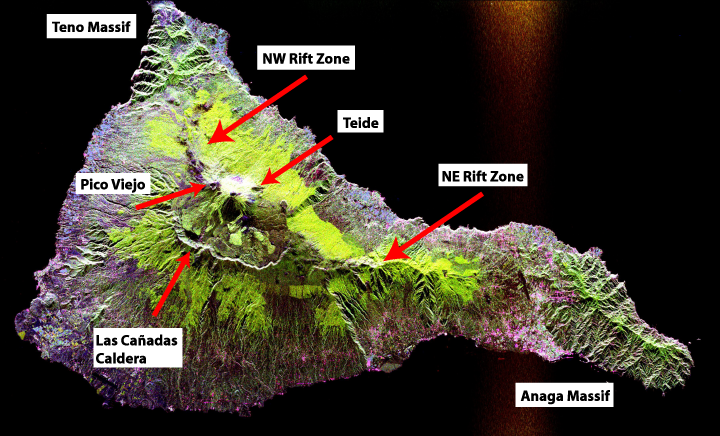
Image prise par un radar à synthèse d'ouverture, monté sur satellite, de l'île de Tenerife aux îles Canaries, montrant les détails géographiques et la végétation en fausses couleurs.

Un radar à synthèse d'ouverture (RSO) est un radar imageur qui permet d'obtenir des images en deux dimensions ou des reconstitutions tridimensionnelles d'objets visés, tels des paysages. Pour cela, il effectue un traitement des données reçues afin d'améliorer la résolution en azimut. Le traitement effectué permet d'affiner l'ouverture de l'antenne. On parle donc de synthèse d'ouverture, contrairement à un radar à visée latérale classique, d'où le nom de ce type de système. L'abréviation anglo-saxonne SAR (Synthetic Aperture Radar) est fréquemment utilisée pour désigner ce type de radar.
Le radar à synthèse d'ouverture est utilisé pour la télédétection, qu'elle soit aérienne ou satellitaire. Les radars à synthèse d'ouverture s'opposent aux « radars à ouverture réelle » (RAR ou real aperture radar en anglais) pour lesquelles la résolution azimutale est simplement obtenue en utilisant une antenne d'émission/réception possédant un lobe d'antenne étroit dans la direction azimutale. Cela permet au radar à synthèse d'ouverture d'utiliser une antenne relativement petite pour obtenir une grande résolution qui ne dépend pas de la hauteur du porteur du radar.

## Principe

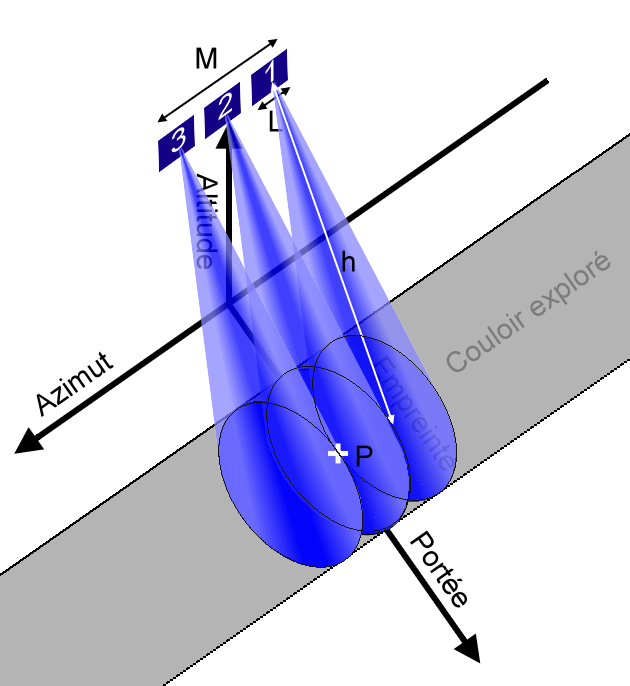
Principe de fonctionnement du radar à synthèse d'ouverture. Le point P est illuminé plusieurs fois par le radar en mouvement.

On distingue deux grandes familles de radar à synthèse d'ouverture :
- les radars à synthèse d'ouverture mono-statiques pour lesquels une seule antenne est utilisée en émission et réception ;
- les radars à synthèse d'ouverture bi- ou multi-statiques pour lesquels des antennes différentes sont utilisées en émission et réception.

L’antenne du radar est fixée sur une face latérale d'un porteur (avion ou satellite). Elle a une ouverture azimutale assez grande (plusieurs degrés) dans la direction du mouvement et latéralement elle peut aller de l'horizon à la verticale ce qui donne une résolution assez faible. Le temps de retour des échos s'effectuant à différents instants selon leur distance au radar, on peut donc obtenir une image grossière du sol si on ne sonde que dans une direction fixe. 
Comme le radar se déplace, le même point est cependant illuminé plusieurs fois, on obtient une série de données pour chaque point sous le radar. En combinant la variation d'amplitude et de phase de ces retours, le traitement de synthèse d'ouverture permet d'obtenir des images des zones observées comme si on utilisait une large antenne à très grande résolution. Comme le traitement se fait par transformée de Fourier, il est en général calculé en post-traitement ou en traitement à distance par un ordinateur puissant.

### Explication
L'antenne du radar, relativement petite, donne du sol un signal qui est la résultante, en amplitude et phase, de tous les échos générés par tous les points éclairés par l'impulsion émise : l'intégrale (au sens mathématique du terme) de l'espace éclairé. Le signal reçu est donc UN point de la transformée de Fourier du sol éclairé. Comme le radar se déplace avec son porteur, avion ou satellite, il reçoit d'autres points de cette transformée. Il suffit d'enregistrer tous ces points et d'en faire ensuite la transformée inverse pour reconstituer le relief en deux dimensions du sol (2D). Une étude plus poussée en interférométrie donne la troisième dimension (3D).
On peut ainsi à l'aide d'un ordinateur faire pivoter le paysage et le voir sous tous les angles comme le voyait le pilote du radar aéroporté quand il survolait le terrain. Le résultat est cependant dépendant de deux hypothèses :
- le vol du porteur est parfaitement stable : vitesse constante, altitude constante, etc. Facile à obtenir pour un satellite, mais plus difficile pour le vol d'un avion soumis aux turbulences atmosphériques ;
- la stabilité des oscillateurs de démodulation du signal est parfaite pour assurer une relation de phase correcte entre tous les signaux reçus pendant le passage sur une zone. Relativement facile aujourd'hui pour un équipement fixe, plus difficile quand il s'agit d'équipements aéroportés.

Avant le développement des ordinateurs récents, on utilisait une technique holographique pour traiter les données. Un patron holographique d'interférences, ayant une échelle de projection donnée par rapport au terrain (ex. 1:1 000 000 pour un radar de 0,6 m de résolution), était produit à partir des données brutes du radar. Une fois le terrain illuminé par un laser ayant le même rapport d'échelle, la résultante était une projection du terrain en trois dimensions, un peu comme une projection stéréoscopique.

## Applications simples
Cependant, pour les applications les plus simples, la donnée de phase est rejetée et on obtient ainsi une carte plane en deux dimensions de la zone sondée.

## Applications plus complexes

### Polarimétrie
Plusieurs images simultanées sont générées en utilisant des faisceaux polarisés différents, habituellement orthogonaux. Comme les cibles rencontrées (sol, feuillage, édifices, etc.) ont des propriétés polarisantes différentes, l'intensité venant des différentes ondes va varier avec le type de cibles rencontrées (matériaux, formes, mécanismes de « rebonds »). On étudie alors les différences d'intensité et de phases entre les images générées à partir de ces différentes polarisations pour en déduire des paramètres descriptifs de la scène imagée. On peut ainsi rehausser les contrastes de certains détails non visibles sur des images classiques (non polarimétriques), ou déduire des propriétés de la cible telles que le type de végétation.

### Interférométrie
On utilise simultanément deux radars à synthèse d'ouverture, ou bien le même radar est utilisé à des instants différents. On étudie alors les différences de phase point à point des images générées pour retrouver la dimension verticale du terrain. On parle alors de SAR interférométrique ou InSAR. 
Cette méthode permet de générer des modèles numériques d'élévation, ou bien, en soustrayant un modèle numérique de terrain, de mesurer des déplacements centimétriques dans les zones où le signal reste cohérent (Interférométrie radar différentielle). La cohérence des zones dépend de la géométrie d'acquisition des images radars, mais aussi de la nature de la zone : en bande C (ENVISAT, Radarsat) les zones urbaines sont généralement adaptées au traitement InSAR tandis que les zones couvertes de végétation sont incohérentes.

### Radargrammétrie
Basée sur le principe de la stéréoscopie, la radargrammétrie consiste à reconstruire le relief à partir de deux images radar de la même zone, acquises avec des angles de visée différents. Moins précise que l'interférométrie, cette méthode est toutefois moins contraignante concernant les conditions d'acquisition.